# Campionati del mondo di ciclismo su strada 2010 - Gara in linea maschile Under-23
La gara in linea maschile Under-23 dei Campionati del mondo di ciclismo su strada 2010 fu corsa il 1º ottobre in Australia, con partenza da Melbourne ed arrivo a Geelong. Fu affrontato un percorso totale di 159 km vedendo. Al termine di una gara durata 4h01'23" la vittoria andò a Michael Matthews.

## Squadre e corridori partecipanti
| N.    | Cod. | Squadra       |
| ----- | ---- | ------------- |
| 1-6   | FRA  | Francia       |
| 7-12  | SLO  | Slovenia      |
| 13-18 | NED  | Paesi Bassi   |
| 19-22 | COL  | Colombia      |
| 23-28 | USA  | Stati Uniti   |
| 29-33 | GER  | Germania      |
| 34-38 | RUS  | Russia        |
| 39-42 | DEN  | Danimarca     |
| 43-46 | POR  | Portogallo    |
| 47-51 | BEL  | Belgio        |
| 52-54 | KAZ  | Kazakhistan   |
| 55-60 | AUS  | Australia     |
| 61-65 | ITA  | Italia        |
| 66-68 | BLR  | Bielorussia   |
| 69-72 | ESP  | Spagna        |
| 73-76 | GBR  | Gran Bretagna |
| 77-80 | CAN  | Canada        |

| N.      | Cod. | Squadra       |
| ------- | ---- | ------------- |
| 81      | SVK  | Slovacchia    |
| 82-84   | SUI  | Svizzera      |
| 85-88   | HKG  | Hong Kong     |
| 89-91   | LTU  | Lituania      |
| 92      | SRB  | Serbia        |
| 93      | LUX  | Lussemburgo   |
| 94      | ERI  | Eritrea       |
| 95      | VEN  | Venezuela     |
| 96-101  | POL  | Polonia       |
| 102     | TUR  | Turchia       |
| 103-106 | NOR  | Norvegia      |
| 107-110 | AUT  | Austria       |
| 111-112 | SWE  | Svezia        |
| 113     | EST  | Estonia       |
| 114-116 | ARG  | Argentina     |
| 117-119 | NZL  | Nuova Zelanda |
| 120-122 | JPN  | Giappone      |

## Ordine d'arrivo (Top 10)
| Pos. | Corridore           | Squadra     | Tempo    |
| ---- | ------------------- | ----------- | -------- |
| 1    | Michael Matthews    | Australia   | 4h01'23" |
| 2    | John Degenkolb      | Germania    | s.t.     |
| 3    | Taylor Phinney      | Stati Uniti | s.t.     |
| 3    | Guillaume Boivin    | Canada      | s.t.     |
| 5    | Arnaud Démare       | Francia     | s.t.     |
| 6    | Sonny Colbrelli     | Italia      | s.t.     |
| 7    | Laurens De Vreese   | Belgio      | s.t.     |
| 8    | Sebastian Lander    | Danimarca   | s.t.     |
| 9    | Juan José Lobato    | Spagna      | s.t.     |
| 10   | Vjačeslav Kuznetsov | Russia      | s.t.     |